# تامسين جريج
تامسين جريج (بالإنجليزية: Tamsin Greig)‏ هي ممثلة بريطانية، ولدت في 12 يوليو 1966 في المملكة المتحدة. من الجوائز التي نالتها جائزة لورنس أوليفيه لأفضل ممثلة ‏ سنة 2007.

## أعمال

### أفلام
- (2004) شون أوف ذا ديد[11]
- (2010) تامارا درو[12][13]
- (2015) فندق بست إكزوتك ماريجولد الثاني[14]

## جوائز وترشيحات
جوائز
- جائزة لورنس أوليفيه لأفضل ممثلة [الإنجليزية]‏ (2007)

ترشيحات
- British Academy Television Award for Best Female Comedy Performance [الإنجليزية]‏ (2012)
- British Independent Film Award for Best Supporting Actress [الإنجليزية]‏، عن عمل: تامارا درو (2010)
- British Academy Television Award for Best Comedy Performance [الإنجليزية]‏ (2005)
- جائزة لورنس أوليفيه لأفضل ممثلة [الإنجليزية]‏ (2011)

## وصلات خارجية
- تامسين جريج على موقع IMDb (الإنجليزية)
- تامسين جريج على موقع ألو سيني (الفرنسية)
- تامسين جريج على موقع ميوزك برينز (الإنجليزية)
- تامسين جريج على موقع أول موفي (الإنجليزية)
- تامسين جريج على موقع قاعدة بيانات الأفلام السويدية (السويدية)
- تامسين جريج على موقع ديسكوغز (الإنجليزية)
- تامسين جريج على موقع قاعدة بيانات الفيلم (الإنجليزية)
- تامسين جريج على موقع كينوبويسك (الروسية)